# Шкода, Виктория Ивановна
Виктория Ивановна Шкода (21 декабря 1999, Краснодар) — российская футболистка, полузащитница клуба «Рубин». Выступала за сборную России.

## Биография
Воспитанница футбольного клуба «Кубаночка», первый тренер — Фаттахова Юлия Ильгизовна. Победительница первенства России 2015 года среди 17-летних в составе сборной Кубани.
В основном составе «Кубаночки» дебютировала в высшей лиге России 18 апреля 2017 года в матче против «Рязань-ВДВ», заменив на 82-й минуте Елену Костареву. За два первых сезона во взрослом футболе сыграла 22 матча, однако преимущественно являлась игроком запаса. В 2019 году стала игроком основы, приняв участие в 19 из 20 матчей своей команды, и завоевала бронзовые награды чемпионата России.
В 2020 и начале 2021 годов выступала за ЖФК «Краснодар». 1 апреля 2021 года перешла в московский ЦСКА. Первый гол за армейцев забила 30 октября 2021 г. в ворота казанского «Рубина». Серебряный призёр чемпионата России 2021 и 2022 года. В августе 2023 года перешла в московский «Локомотив», а в июле 2025 года — в казанский «Рубин».
Выступала за юниорскую и молодёжную сборную России. В составе студенческой сборной — бронзовый призёр всемирной Универсиады 2017 и 2019 годов.
В национальной сборной России сыграла единственный матч 7 июля 2017 года против Хорватии, заменив на 70-й минуте Марину Кисконен. Была в составе сборной России на финальном турнире чемпионата Европы 2017 года, но во всех матчах оставалась в запасе.
В ноябре 2024 года родила сына.